# خور العمية
خور العَمْيَة منطقة بحرية عراقية منخفضة بين مرتفعين في قعر البحر الإقليمي العراقي في جنوب محافظة البصرة قرب مدخل ومصب شط العرب في أقصى شمال غرب الخليج العربي، فيه ميناء خور العمية لتحميل ناقلات النفط الضخمة في الخليج العربي.